# Frederic Remington

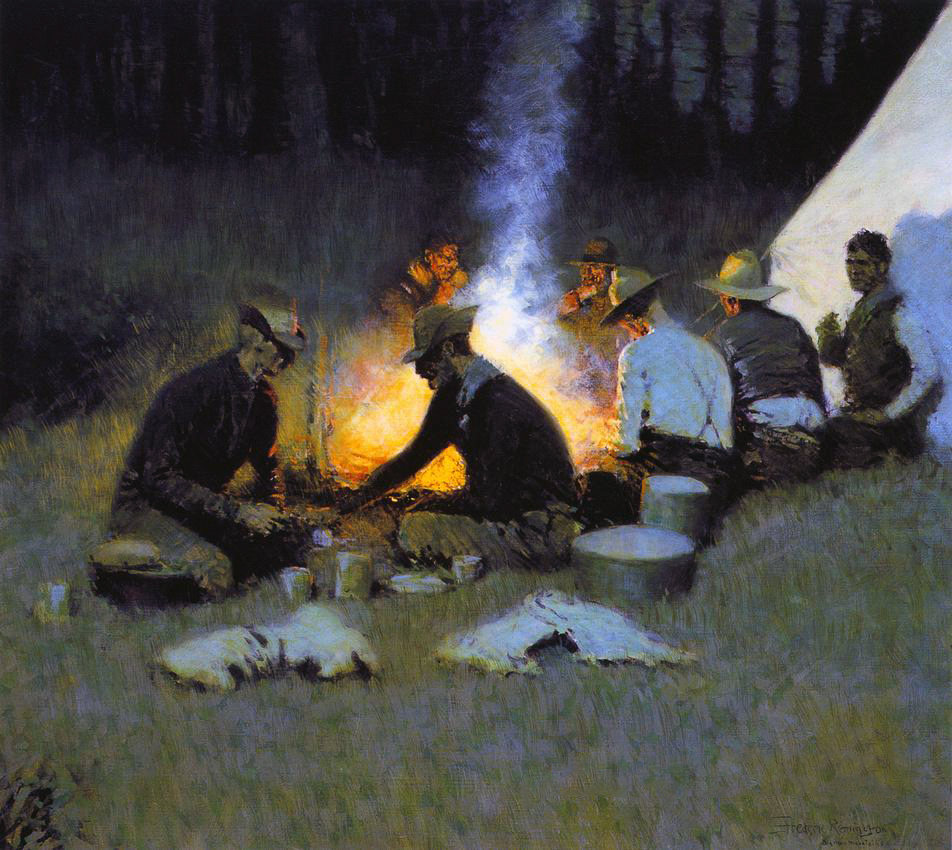
Detalj ur The Hunters' Supper, omkring 1909.

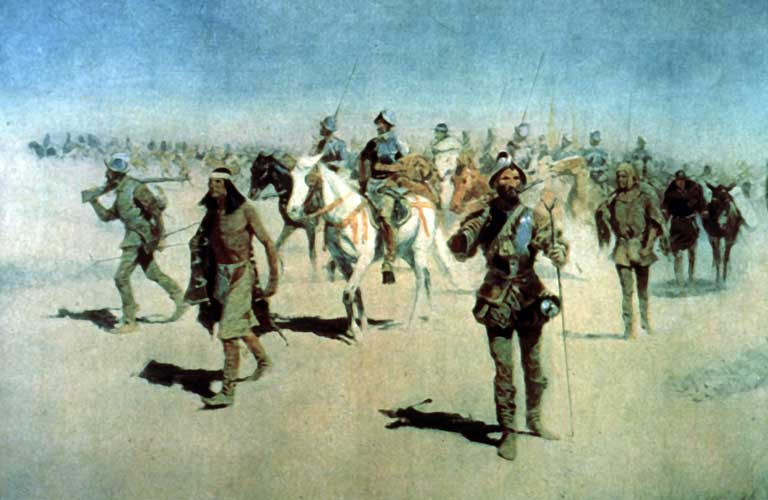
Coronado sets out to the North ("Coronado beger sig norrut").

Frederic Sackrider Remington, född 4 oktober 1861 i Canton i St. Lawrence County i delstaten New York, död 26 december 1909 i Ridgefield, Connecticut, var en amerikansk målare, illustratör och skulptör som är mest känd för sina avbildningar av den amerikanska västern. 
Han växte upp i Canton med jakt och hästridning. Han var son till journalisten, postmästaren och armeöversten i amerikanska inbördeskriget Seth Pierrepont Remington (1830–1880) och Clarissa "Clara" Bascom Sackrider (1836–1912). Frederic Remington började tidigt teckna fantasifigurer. Familjen flyttade senare till Ogdensburg i delstaten New York. 
Frederic Remington började även teckna fantasifigurer. Familjen flyttade senare till Ogdensburg i delstaten New York. 
Frederic Remington studerade konst vid Yale University, men var vid denna tid mer intresserad av amerikansk fotboll och boxning än av konst. Efter det att hans far dött, flyttade han till Albany i delstaten New York. Han gjorde sin första resa västerut och blev affärsman i Kansas City. År 1884 gifte han sig och började åter studera konst, denna gång på Art Students League of New York. Snart började han försöka få illustrationer och teckningar med västernmotiv publicerade, främst i tidskrifter. En stor del av hans tidiga arbeten trycktes i tidskrifterna Collier's Weekly och Harper's Magazine. 

## Remington i Kuba
Frederic Remington kontrakterades som krigskorrespondent och illustratör för William Randolph Hearsts New York Journal i januari 1897 för att täcka det spansk-amerikanska kriget. Han reste till Kuba i sällskap med den då kända reportern Richard Harding Davis, som liksom Remington var nära bekant med Theodore Roosevelt. Där var han vittne till Slaget om San Juan Hill, där amerikanska trupper, inklusive Theodore Roosevelts Rough Riders, stormade San Juan Hill. Hans reportage and illustrationer efter hemkomsten fokuserades på soldaterna och inte befälhavarna, såsom i verket Scream of the Shrapnel från 1899.
När Rough Riders återvände till USA, gav de Remingtons statyett Bronco Buster till sin ledare Roosevelt.

## Senare del av livet
Under senare delen av sitt vuxna liv bodde han i New Rochelle och som gammal flyttade han till Ridgefield i Connecticut. Med tanke på att Remington är mest känd för sina många avbildningar av livet i den amerikanska västern, vistades han själv där relativt kort tid, några omgångar om någon månad vardera. Han kom precis i tid för att fånga samhällen, människor och miljöer innan västern moderniserades och spåren av "vilda västern"-kulturen suddades ut. 
Frederic Remington var vid slutet av sitt liv kraftigt överviktig, vilket ledde till hälsoproblem. Han dog efter en misslyckad blindtarmsoperation, som ledde till bukhinneinflammation. 
I Fairmont Park i Philadelphia finns bronsskulpturen Cowboy från 1908 och 1999 restes i Jonesboro, Arkansas, en uppförstorad version av The Rattlesnake, som modellerades 1905, och en uppförstorad Bronco Buster restes 2000 i Manawa i Wisconsin. Ryttarstatyetter av Remington med cowboymotiv, framför allt Bronco Buster, har stått i Ovala rummet i Vita huset under flera presidenter från Gerald Fords tid och framåt. 
Frederic Remington gifte sig 1884 med Eva Caten (1859–1918). Efter hennes död inrättades 1923 Frederic Remington Art Museum i Ogdensburg i delstaten New York. Också Sid Richardson Museum i Fort Worth i Texas har en permanent utställning av konst med motiv från den amerikanska Västern av Remington, tillsammans med målningar av Charles M. Russell.
År 1991 gjorde det statliga amerikanska TV-bolaget Public Broadcasting Service en dokumentär om hans liv: Frederic Remington: The Truth of Other Days.

## Bildgalleri

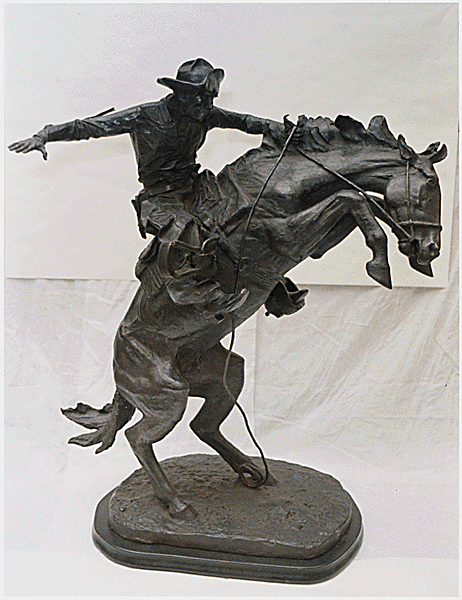
Bronco Buster, modellerad 1895
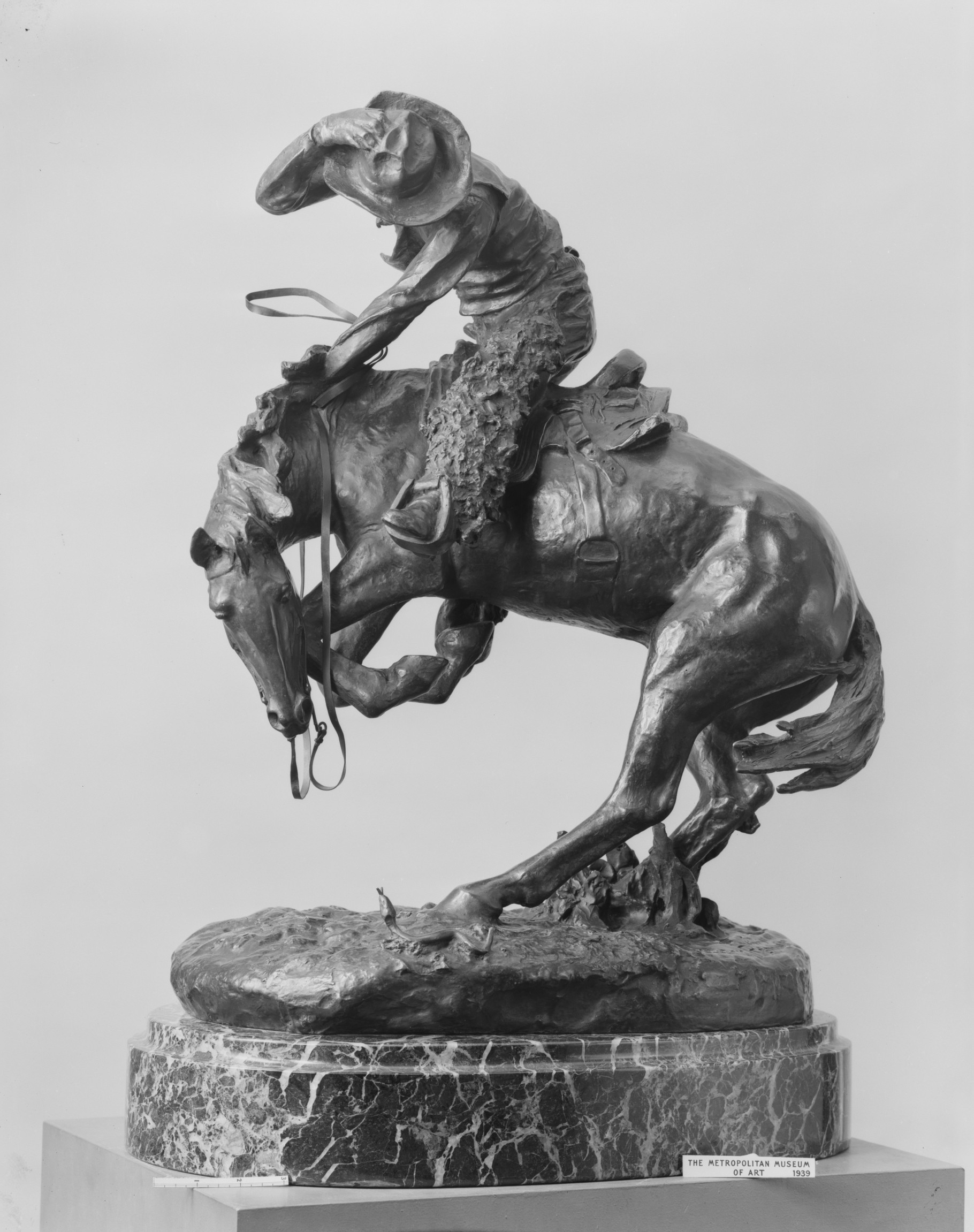
The Rattlesnake, modellerad 1905
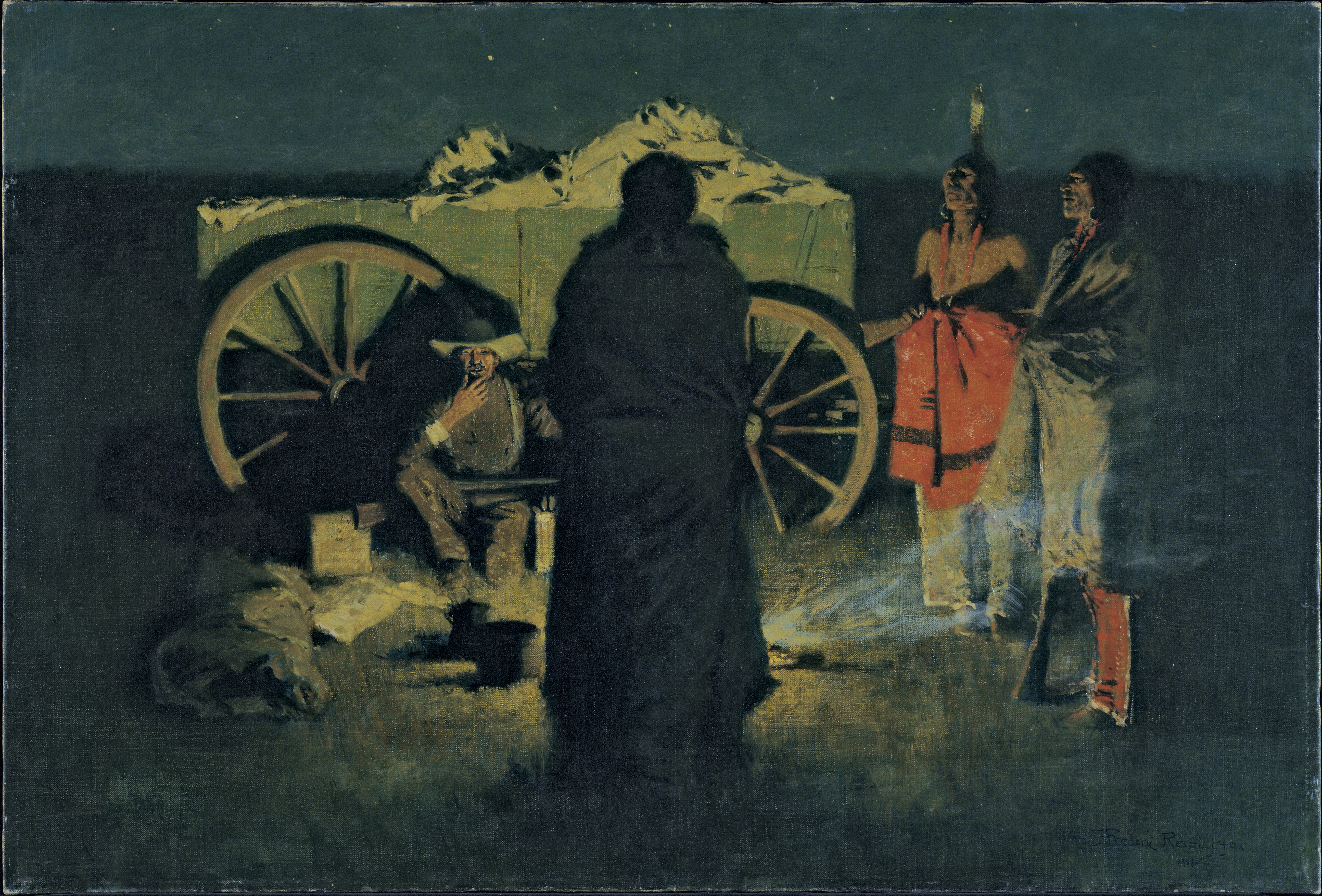
Shotgun hospitality - ungefär "gästfrihet med hagelbössa", 1908
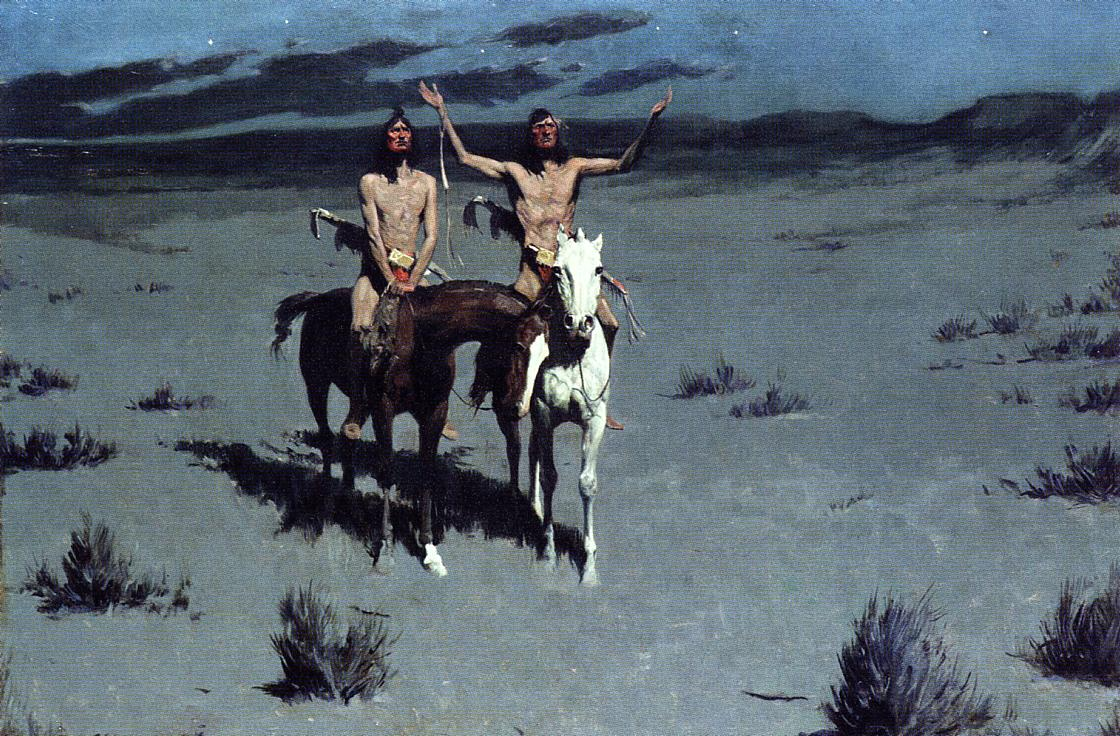
Pretty Mother of the Night — White Otter is No Longer a Boy
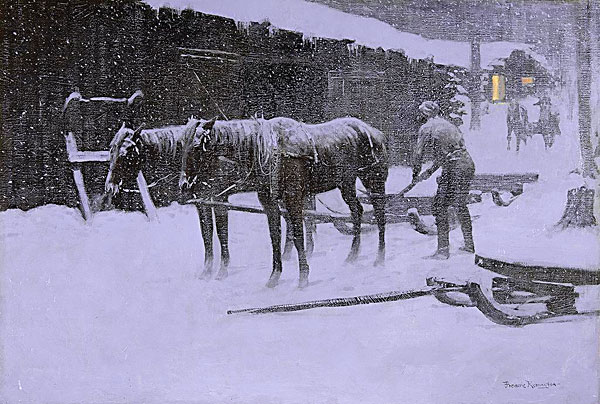
The End of the Day, omkring år 1904.